# نجع النجار
قرية نجع النجار هي إحدى القرى التابعة لمركز سوهاج بمحافظة سوهاج في جمهورية مصر العربية. حسب إحصاءات سنة 2006، بلغ إجمالي السكان في نجع النجار 14531 نسمة، منهم 7488 رجل و7043 امرأة.